# Campionati mondiali di nuoto in vasca corta 2024 - 100 metri misti maschili
La gara dei 100 metri misti maschili dei campionati mondiali di nuoto in vasca corta 2024 si è svolta il 12 e il 13 dicembre 2024 presso la Duna Aréna di Budapest.

## Podio
| Pos.    | Atleta               | Nazione  |
| ------- | -------------------- | -------- |
| Oro     | Noè Ponti            | Svizzera |
| Argento | Bernhard Reitshammer | Austria  |
| Bronzo  | Caio Pumputis        | Brasile  |

## Record
Prima della manifestazione il record del mondo (RM) e il record dei campionati (RC) erano i seguenti.
|  | 49"28 | Caeleb Dressel     | 22 novembre 2020 Budapest |
|  | 50"63 | Kliment Kolesnikov | 14 dicembre 2018 Hangzhou |

Durante la competizione è stato migliorato il seguente record:
|  | 50"33 | Noè Ponti |

## Programma
| Data             | Ora   | Turno      |
| ---------------- | ----- | ---------- |
| 12 dicembre 2024 | 10:18 | Batterie   |
| 12 dicembre 2024 | 19:02 | Semifinali |
| 13 dicembre 2024 | 18:59 | Finale     |

## Risultati

### Batterie
| Pos. | Batteria | Corsia | Atleta                  | Nazionalità                   | Tempo        | Note |
| ---- | -------- | ------ | ----------------------- | ----------------------------- | ------------ | ---- |
| 1    | 2        | 3      | Nikola Miljenić         | Croazia                       | 51"32        | Q    |
| 2    | 4        | 4      | Noè Ponti               | Svizzera                      | 51"67        | Q    |
| 3    | 4        | 5      | Carles Coll Martí       | Spagna                        | 51"70        | Q    |
| 4    | 2        | 4      | Bernhard Reitshammer    | Austria                       | 51"78        | Q    |
| 5    | 4        | 3      | Caio Pumputis           | Brasile                       | 51"81        | Q    |
| 6    | 3        | 4      | Hüseyin Emre Sakçı      | Turchia                       | 52"10        | Q    |
| 7    | 3        | 5      | Berke Saka              | Turchia                       | 52"23        | Q    |
| 8    | 2        | 5      | Kim Ji-hun              | Corea del Sud                 | 52"24        | Q    |
| 9    | 3        | 3      | Heiko Gigler            | Austria                       | 52"26        | Q    |
| 10   | 3        | 6      | Michael Andrew          | Stati Uniti                   | 52"33        | Q    |
| 11   | 2        | 6      | Leonardo Coelho Santos  | Brasile                       | 52"43        | Q    |
| 12   | 4        | 6      | Miroslav Knedla         | Rep. Ceca                     | 52"56        | Q    |
| 13   | 4        | 2      | Ronny Brannkarr         | Finlandia                     | 52"91        | Q    |
| 14   | 3        | 2      | Dmitrii Savenko         | NAB                           | 53"07        | Q    |
| 14   | 4        | 7      | Vadym Naumenko          | Ucraina                       | 53"07        | Q    |
| 16   | 3        | 7      | Benedek Andor           | Ungheria                      | 53"67        | Q    |
| 17   | 2        | 7      | Alex Ahtiainen          | Estonia                       | 53"79        |      |
| 18   | 2        | 1      | Jaouad Syoud            | Algeria                       | 53"96        |      |
| 19   | 1        | 6      | Munzer Kabbara          | Libano                        | 54"03        |      |
| 20   | 4        | 1      | Yat Ho Koo              | Hong Kong                     | 54"36        |      |
| 20   | 4        | 8      | Einar Margeir Ágústsson | Islanda                       | 54"36        |      |
| 22   | 3        | 1      | Samuel Lewis Brown      | Nuova Zelanda                 | 54"50        |      |
| 23   | 3        | 8      | Wang Ziming             | Cina                          | 54"60        |      |
| 24   | 4        | 9      | Daniil Giourtzidis      | Grecia                        | 54"87        |      |
| 25   | 2        | 8      | Ádám Halás              | Slovacchia                    | 54"91        |      |
| 26   | 4        | 0      | Mohamed Mahmoud         | Qatar                         | 55"61        |      |
| 27   | 1        | 1      | Gleb Kovalenya          | Kazakistan                    | 55"85        |      |
| 28   | 1        | 5      | Terence Ng              | Malaysia                      | 55"91        |      |
| 29   | 2        | 9      | Nguyễn Quang Thuấn      | Vietnam                       | 56"67        |      |
| 30   | 1        | 7      | Hansel McCaig           | Figi                          | 57"31        |      |
| 31   | 3        | 0      | Lam Chi Chong           | Macao                         | 57"99        |      |
| 32   | 1        | 2      | Alexandros Grigoriou    | Cipro                         | 58"45        |      |
| 33   | 1        | 3      | Joel Ling               | Brunei                        | 58"47        |      |
| 34   | 3        | 9      | Kazuumi Nestor          | Palau                         | 59"75        |      |
| 35   | 2        | 0      | Taiyo Akimaru           | Isole Marianne Settentrionali | 1'03"14      |      |
| DSQ  | 1        | 4      | Matthew Abeysinghe      | Sri Lanka                     | Squalificato |      |
| DNS  | 2        | 2      | Caspar Corbeau          | Paesi Bassi                   | Non partito  |      |

### Semifinali
| Pos. | Batteria | Corsia | Atleta                 | Nazionalità   | Tempo | Note |
| ---- | -------- | ------ | ---------------------- | ------------- | ----- | ---- |
| 1    | 1        | 4      | Noè Ponti              | Svizzera      | 50"43 | Q    |
| 2    | 2        | 2      | Heiko Gigler           | Austria       | 51"30 | Q    |
| 3    | 1        | 5      | Bernhard Reitshammer   | Austria       | 51"33 | Q    |
| 4    | 2        | 5      | Carles Coll Martí      | Spagna        | 51"50 | Q    |
| 5    | 2        | 3      | Caio Pumputis          | Brasile       | 51"76 | Q    |
| 6    | 2        | 6      | Berke Saka             | Turchia       | 51"89 | Q    |
| 7    | 1        | 2      | Michael Andrew         | Stati Uniti   | 51"91 | Q    |
| 8    | 1        | 7      | Miroslav Knedla        | Rep. Ceca     | 52"20 | Q    |
| 9    | 1        | 3      | Hüseyin Emre Sakçı     | Turchia       | 52"24 |      |
| 10   | 1        | 6      | Kim Ji-hun             | Corea del Sud | 52"39 |      |
| 11   | 2        | 4      | Nikola Miljenić        | Croazia       | 52"56 |      |
| 12   | 2        | 7      | Leonardo Coelho Santos | Brasile       | 52"66 |      |
| 13   | 1        | 1      | Dmitrii Savenko        | NAB           | 52"69 |      |
| 14   | 2        | 1      | Ronny Brannkarr        | Finlandia     | 52"87 |      |
| 15   | 2        | 8      | Vadym Naumenko         | Ucraina       | 52"91 |      |
| 16   | 1        | 8      | Benedek Andor          | Ungheria      | 53"73 |      |

### Finale
| Pos.    | Corsia | Atleta               | Nazionalità | Tempo | Note |
| ------- | ------ | -------------------- | ----------- | ----- | ---- |
| Oro     | 4      | Noè Ponti            | Svizzera    | 50"33 |      |
| Argento | 3      | Bernhard Reitshammer | Austria     | 51"11 |      |
| Bronzo  | 2      | Caio Pumputis        | Brasile     | 51"35 |      |
| 4       | 1      | Michael Andrew       | Stati Uniti | 51"37 |      |
| 5       | 6      | Carles Coll Martí    | Spagna      | 51"52 |      |
| 6       | 5      | Heiko Gigler         | Austria     | 51"67 |      |
| 7       | 7      | Berke Saka           | Turchia     | 51"82 |      |
| 8       | 8      | Miroslav Knedla      | Rep. Ceca   | 51"90 |      |